# Mister Hyde (chanson)
Pour les articles homonymes, voir Mister Hyde.
Mister Hyde est une chanson de Philippe Chatel, sortie en 1978 sur le label RCA Victor et extraite de l'album Sentiments.